# Frederick Janson Hanbury
Frederick Janson Hanbury (* 27. Mai 1851 in London; † 1. März 1938 in Uckfield, Sussex) war ein begüterter englischer Kaufmann, Pflanzensammler und Förderer der Astronomie. Er gründete 1910 die Brockhurst-Sternwarte.

## Leben und Wirken
Hanbury stammt aus einer Großfamilie, die über viele Jahrzehnte verschiedenste Naturwissenschaften unterstützte, insbesondere im Bereich der Botanik. Er war der Sohn von Cornelius und Sarah Jane Hanbury. Seine ebenso wissenschaftlich interessierten Cousins waren Daniel Hanbury, Francis Hanbury und Sir Thomas Hanbury. 
Frederick Hanbura besaß ein großes Anwesen in East Grinstead (West Sussex) namens Brockhurst House, in dem er Orchideen züchtete. Gemeinsam mit Rachel Ford Thompson (1856–1906) betätigte er sich auch als Pflanzensammler und leitete später die pharmazeutische Firma Allen & Hanburys. 1873 wurde er als Fellow in die Naturforschungs-Gesellschaft Linnean Society of London aufgenommen. Sein British herbarium  mit 20.000 Pflanzen, einschließlich einer Spezialsammlung von Hieracium-Arten ging 1938 als Schenkung an das British Museum.
1899 publizierte Hanbury mit Edward Shearburn Marshal das botanische Fachbuch Flora of Kent. Neben Steingärten und Pleasuregrounds errichtete er 1909 auf seinem Anwesen das Brockhurst ObservatoryEs bestand bis 1940 und war zunächst als Gästesternwarte gedacht. Doch unter William Sadler Franks (1851–1935) diente es auch der Erforschung von Doppelsternen und galaktischer Nebel. 1938 übernahm der spätere Astronom und Fachbuchautor Patrick Moore (1923–2012) die Leitung und publizierte später Teile von Franks umfangreichen Beobachtungsbüchern.
Er war seit 1874 verheiratet mit Mary Jane Scarborough King, mit der er drei Söhne und drei Töchter hatte. In zweiter Ehe heiratete er 1930 Mary Ethel Lancaster.